# エル・ジェイ・ヘップ
エル・ジェイ・ヘップ（L. J. Hepp, 1978年9月26日 - ）は、アメリカ合衆国ノースカロライナ州ローリー
出身のバスケットボール指導者。

## 来歴
ノースカロライナ大学を2001年に卒業後、ノースカロライナ大学のマット・ドハーティヘッドコーチの下でアシスタントとなった。2003年から2005年までスタンフォード大学のマイク・モンゴメリーヘッドコーチの下でビデオコーディネーター、トレント・ジョンソンヘッドコーチの下でアシスタントコーチを務めた。2004年、2005年とスタンフォード大学はNCAAトーナメントに進出した。2004年は30勝2敗でチームはAP通信の投票で全米ランク1位になったが、トーナメントではベスト32で姿を消した。
2006年から2009年まで、バンサークリーク高校のヘッドコーチを務めた。
2009年から2010年まで、サウスカロライナ大学バスケットボールオペレーションディレクターを務めた。
2010年、bjリーグの大分ヒートデビルズヘッドコーチに就任した。2011年3月、東日本大震災が起きた後、アメリカ人選手のローランド・ハウエル、タジ・フィンガー、サイラス・テイトらが退団した後、彼らを残留させることができなかったという理由で大分から解任された。
2013年、パンサークリーク高校のヘッドコーチに復帰した。